# Horace Cardon
 Horace Folch Cardony ou Cardoni, plus connu sous le nom d'Horace Cardon, est un imprimeur français et plus spécifiquement Lyonnais, d'origine italienne, anobli par Henri IV né en 1565 ou 1566 à Lucques et mort le 21 juin 1641.

## Biographie
Fils de Joseph Folch Cardoni (ou Cardony), originaire de Cardona en Catalogne et issu de la famille ducale espagnole Folch de Cardon, et d'Isabetta Andrioli (ou Andryoli) elle-même Lucquoise, il arrive à Lyon à l'âge de six mois et effectue son apprentissage chez Guillaume Rouillé jusqu'en 1589 puis travaille chez Jean-Baptiste Buysson. Ayant défendu la ville de Lyon contre l'irruption par la porte d'Ainay d'un contingent armé de la Ligue catholique, il est anobli en 1605 par le roi de France Henri IV. Il est élu échevin de Lyon en 1610. De 1613 à 1620, il s'établit avec son frère Jacques dans le commerce de l'imprimerie dans un immeuble au 68, rue Mercière à Lyon, désormais connu sous le nom d'hôtel d'Horace Cardon ou maison d'Horace Cardon et inscrit à l'inventaire des monuments historiques depuis 1981, qu'il acquiert des imprimeurs de Gabiano, considéré comme le plus fréquenté par les libraires de Lyon. Les deux frères effectuent de nombreux voyages, notamment en Espagne pour Jacques, et en Italie, en Flandre et au Royaume-Uni. Leur librairie-imprimerie écoule leurs propres productions ainsi que celles de leurs collègues. Horace Cardon imprime par exemple une épître dédiée à Henri IV sous le titre Joannis de Pineda Hispaliensis, é soc Jesu, de Rebus Salomonis regis. En 1617, il acquiert des Camus le château de Rochecardon qui abrite le château médiéval de cette famille. Il fait raser le vieil édifice qu'il remplace par un élégant château qui reste dans la famille jusqu'en 1720. Il est inhumé au pied du balustre de la chapelle Notre-Dame de l'église Saint-Joseph, aujourd'hui remplacée par l'église Saint-François-de-Sales.

## Galerie

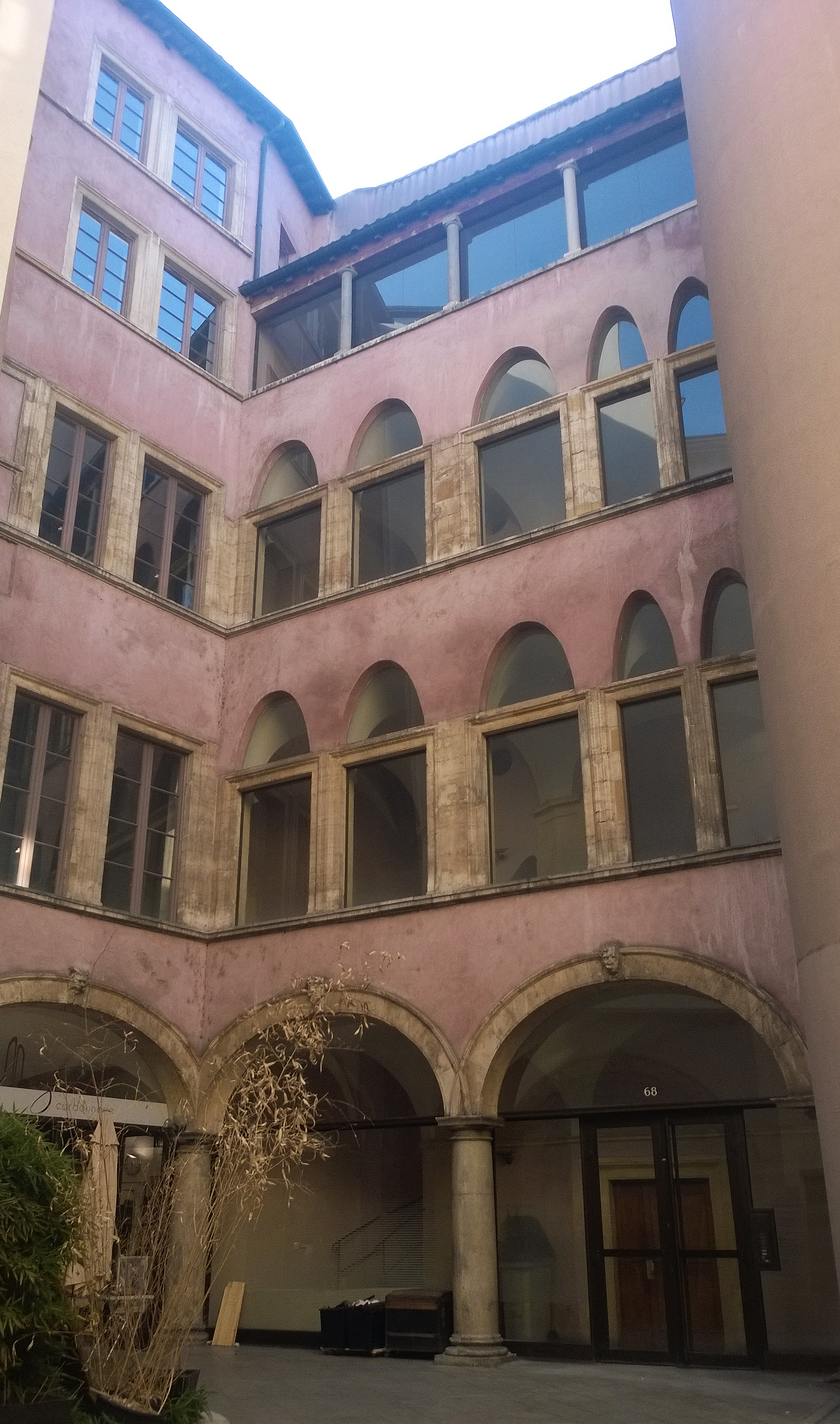
Cour intérieure de l'hôtel d'Horace Cardon, rue Mercière à Lyon.
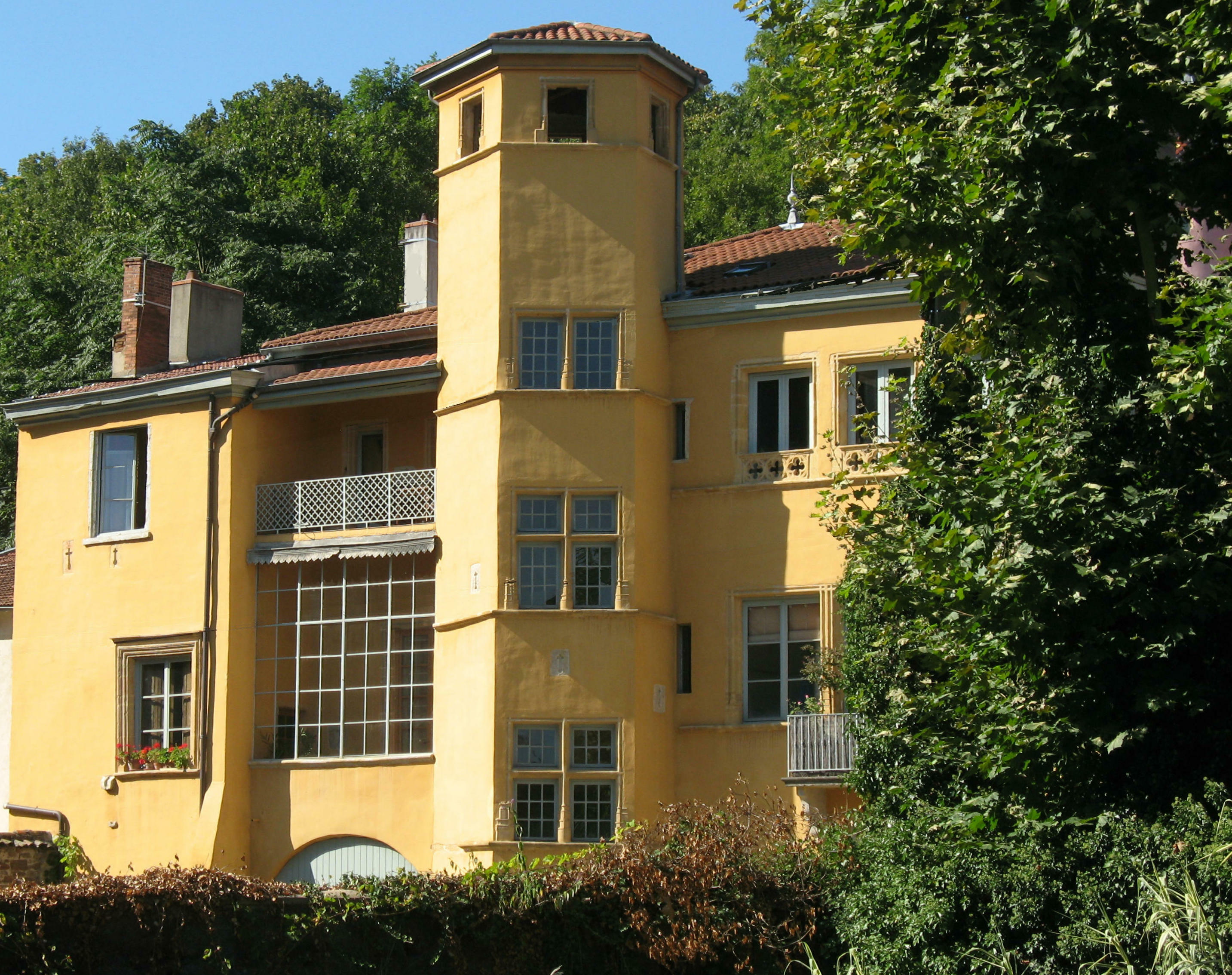
Le château de Rochecardon à Saint-Didier-au-Mont-d'Or, acquis en 1617.
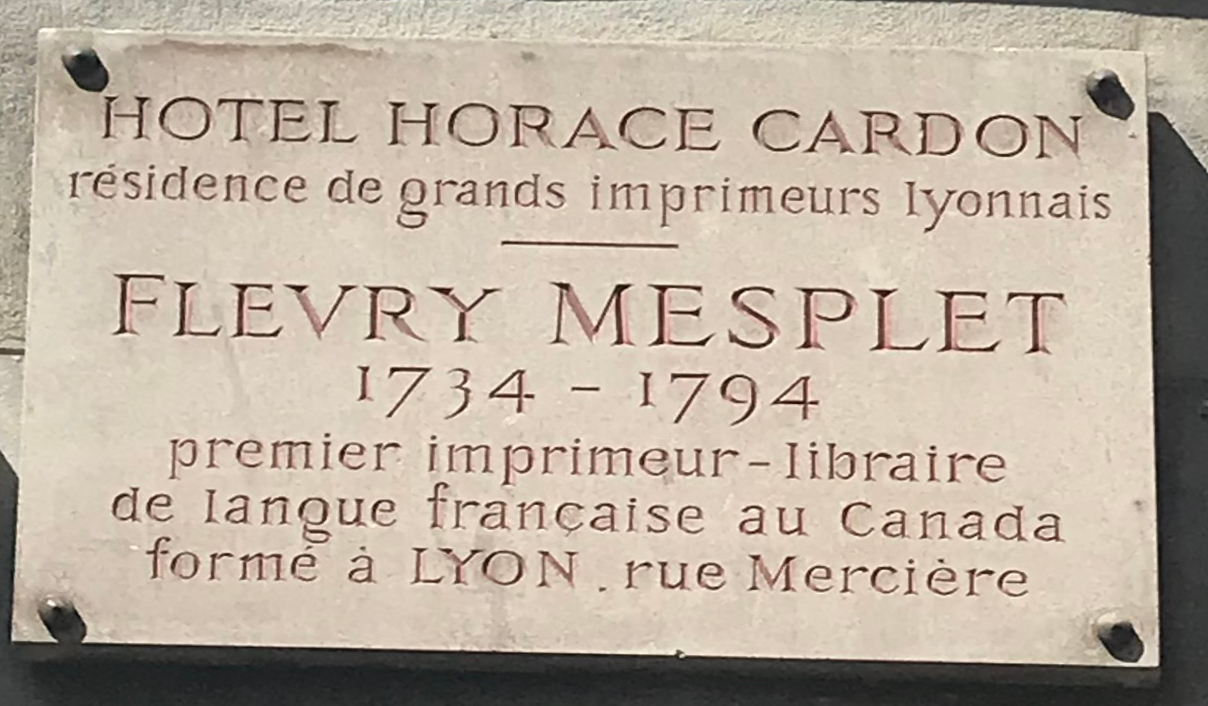
Plaque rue Mercière à Lyon